# マケーリオ
マケーリオ（伊: Macherio）は、イタリア共和国ロンバルディア州モンツァ・エ・ブリアンツァ県にある、人口約7,400人の基礎自治体（コムーネ）。

## 地理

### 位置・広がり

#### 隣接コムーネ
隣接するコムーネは以下の通り。
- ビアッソーノ
- レズモ
- リッソーネ
- ソヴィーコ
- トリウッジョ

### 気候分類・地震分類
気候分類では、zona E, 2442 GGに分類される。
また、イタリアの地震リスク階級 (it) では、zona 3 (sismicità bassa) に分類される。

## 行政

### 分離集落
マケーリオには、以下の分離集落（フラツィオーネ）がある。
- Bareggia, Belvedere, Pedresse